# Woodside (Delaware)
Pour les articles homonymes, voir Woodside.
Woodside est une ville américaine située dans le comté de Kent, dans l'État du Delaware.

## Démographie
| 1920 | 1930 | 1940 | 1950 | 1960 | 1970 |
| ---- | ---- | ---- | ---- | ---- | ---- |
| 140  | 140  | 189  | 157  | 189  | 223  |

| 1980 | 1990 | 2000 | 2010 | - | - |
| ---- | ---- | ---- | ---- | - | - |
| 248  | 140  | 184  | 181  | - | - |

Selon le recensement de 2010, Woodside compte 181 habitants. La municipalité s'étend sur 0,16 milles carrés (0,41 km2).